# Швайнфурт (район)
Швáйнфурт (нім. Landkreis Schweinfurt) — район у Німеччині, у складі округу Нижня Франконія федеральної землі Баварія. Районний центр — місто Швайнфурт, яке адміністративно до складу району не входить.

## Населення
Населення району становить 115 652 осіб (станом на 31 грудня 2020).

## Адміністративний поділ
Район складається з 1 міст (нім. Städte), 3 торговельних громад (нім. Märkte) та 25 громад (нім. Gemeinden):
| Міста 1. Герольцгофен (6847) Об'єднання громад 1. Герольцгофен (місто Герольцгофен, торговельна громада Обершварцах, громади Дінгольсгаузен, Доннерсдорф, Франкенвінгайм, Люльсфельд, Міхелау та Зульцгайм) 2. Шванфельд (громади Шванфельд та Віпфельд) Торговельні громади 1. Вернек (10222) 2. Обершварцах (1423) 3. Штадтлаурінген (4065) | Громади 1. Берграйнфельд (5339) 2. Вайгольсгаузен (2709) 3. Вассерлозен (3365) 4. Віпфельд (1034) 5. Гельдерсгайм (2758) 6. Гоксгайм (6392) 7. Графенрайнфельд (3452) 8. Греттштадт (4275) 9. Дінгольсгаузен (1372) 10. Діттельбрунн (7394) 11. Доннерсдорф (1997) 12. Зеннфельд (4534) 13. Зульцгайм (2041) 14. Коліцгайм (5650) 15. Люльсфельд (830) 16. Оєрбах (3049) 17. Міхелау-ім-Штайгервальд (1123) 18. Нідерверрн (8467) 19. Поппенгаузен (4415) 20. Ретляйн (4439) 21. Франкенвінгайм (964) 22. Шванфельд (1786) 23. Швебгайм (4202) 24. Шонунген (7663) 25. Юхтельгаузен (3845) |

Дані про населення наведені станом на 31 грудня 2020.